# Allozelotes
Allozelotes es un género de arañas araneomorfas de la familia Gnaphosidae. Se encuentra en China. 

## Lista de especies
Según The World Spider Catalog 12.0:
- Allozelotes dianshi Yin & Peng, 1998
- Allozelotes lushan Yin & Peng, 1998
- Allozelotes microsaccatus Yang, Zhang, Zhang & Kim, 2009
- Allozelotes songi Yang, Zhang, Zhang & Kim, 2009